# Rab (település)
Rab (olaszul Arbe) város a horvátországi Rab-szigeten, annak adminisztrációs, kulturális, politikai és vallási központja. 554 állandó lakosa van (2001).
Rab sziget délnyugati oldalán, a sziget középső részén található egy kis félszigeten. A várost a rómaiak alapították, városi rangot Augustus római császártól kapott i. e. 10-ben.
Rab tipikus középkori város, városfallal körülvéve. Jelképe a négy román harangtorony, melyek közül a legidősebb a 11. században épült. Számos templom található a városban, a legnagyobb közülük a Szűz Mária, amely a 13. századra datálható. Harangtornya a legszebb horvát Adria-parti harangtornyok közül, 26 m magas. A Szent Jusztina-templom ma vallási művészeti múzeum, A Szent Kristóf (a város védőszentjének szentelve) pedig lapidárium. Az óváros északi részén elhelyezkedő Komrčar park az egyik legszebb a városi parkok között.
A város kikötője az ACI Marina lánc tagja, amely az ide érkező hajósoknak a minőségi szolgáltatások mellett modern felszerelésekkel is rendelkezik, közigazgatásilag már Banjolhoz tartozik.

## Látnivalók

### Templomok
- A Szent Jusztina-templom[2] a harangtoronnyal, az egykori kolostor maradványaival és az Antoinette villával annak a félszigetnek gerincén található, amelyen Rab városa megalakult. A templomot 1574-ben építették a tér északi oldalán lévő bencés kolostor részeként. Tőle délre található a kolostor épülete, amelyben a sekrestye is található. Tőle nyugatra található a harangtorony, valamint a bebontott kolostorkomplexum helyén az ezt követően épült Villa Antoinette a kerttel. A templomot a régebbi Szent Tamás-templom helyén, míg a harangtornyot 1672-ben építették a templomtól nyugatra. A kolostor épületei szintén nyugatra helyezkedtek el, de elrendezésük nem ismert, mivel a 19. században lebontották őket. Helyükre a 20. század elején az osztrák Eugen Wolf kertes villát épített, mely a Szent Jusztina-templom a harangtornyával együtt a város egyik távolról felismerhető jelképe, amelynek a jellegzetes sziluettje uralja város látképét.
- A Szent János-templom[3] eredetileg egy 5. századi ókeresztény háromhajós bazilika volt. A 12. században bencés kolostort építettek mellé, a templomot pedig román stílusban alakították át. Az apszis alakja és szélessége lehetővé tette az oltár körüli deambulatorium kialakítását, mely egyedülálló a dalmáciai román építészetben. Az apszis félkupoláját és a deambulatorium boltozatát hordozó pillérek oszlopfői a 12. század második feléből származó, korai román stílusú elemekkel rendelkeznek. A templom padlóját eredetileg mozaikok díszítették. A 12. században a szentély déli oldalán román stílusú harangtornyot építettek. A 15. században új kápolnákat építettek a templomba, melyeken Andrea Alessi dolgozott. A templomot és a kolostort miután rövid ideig a püspöki székhely volt a 19. század közepén elhagyták.
- A Szűz Mária-székesegyház[4] kora keresztény alapokra épült. A monumentális román stílusú építészet szép példája, amelynek homlokzata a 12. századi Dalmácia legszebbjei közé sorolható. Alaprajzi elrendezése, az apszis sokszögű palástfala és néhány oszlopfő az 5. század második feléből származik. Többször alaposan felújították, és szinte minden történelmi stílus jellegzetességeivel rendelkezik.
- A székesegyháztól különállóan található a nagy harangtorony,[5] mely a 12. században és a 13. század elején épült lombardiai minták alapján. A harmonikusan összeállított építészeti és díszítő elemek teszik a horvát tengermellék legjobb minőségű műemlékei közé. Eredetileg négyszögletes, piramis alakú toronysisak fedte, míg a karcsú hatszög alakú toronysisakot a 15. században emelték. A torony tetején kialakított teraszt elegáns reneszánsz korlát veszi körül.
- A Szent András bencés kolostor[6] a félsziget déli szélén a 11. században, a templom pedig valamivel korábban, a 11. század közepén épült. A templom egy háromhajós bazilika három, félkör alakú apszissal. Az első jelentős átépítést a 14. században végezték rajta. A homlokzatot pazar korai reneszánsz portál díszíti. 1765-ben a belső teret barokk stílusban építették át. Az 1181-ben épített harangtorony egyszerű négyzet alaprajzú, amelyet a sarkokon lizénák hangsúlyoznak, amelyek felül a triforáma három boltívébe mennek át. A triforámák alatt az első emelet szintjéig négy monofóra található.
- A Szent Kereszt-templom[7] (ma koncertterem) a félsziget déli szélén található. Helyén a 13. században az azonos nevű templom volt, mellette pedig a bencések fogadója állt. Jelenlegi formáját a 16. és 18. századi bővítések során (1799-ben készült el) nyerte el. Az egyhajós épület belső tere téglalap alakú elülső részből és egy magasított presbitériumból áll, amelyet korlát választ el a templom többi részétől. A főhomlokzatot építészeti szempontból egyszerű portál és egy kerek ablak, valamint két, négyszögletes oldalsó ablak tagolja. A tetején két harang számára kialakított harangdúc található.
- Szent Kristóf-templom – ma múzeum és lapidárium
- A városon kívül fekvő Komrčar parkban álló Szent Ferenc-kápolna[8] egy egykori ferences harmadrendi kolostor temploma, mely a 15. század második felében épült késő gótikus és kora reneszánsz stílusban. A téglalap alaprajzú épület, hosszúkás hajóval és négyszögletes, boltíves szentéllyel, csúcsíves gótikus boltozattal. A templom szabályos kőtömbökből épület, átkomponált homlokzatát az oromzaton három reneszánsz stílusú kagylómotívum díszíti. A portálon 1491-ből származó felirat található. A kápolna Magyarországról és a szomszédos Zenggből érkezett kőfaragók műve.

### Az elöljáróságok épületei
- A Kormányzói palota[9] egy reprezentatív palota a part mentén, az egykori kikötő melletti téren. A déli szárny egy román stílusú épület, reprezentatív biforámákkal. A 15. század végén a déli sarokban tornyot építettek, gótikus portállal, a felső emeleteken monoforámákkal míg az első emeleten reneszánsz biforámákkal.
- A Kis Nimira-palota[10] a 15. század végén épült, részben fennmaradt (földszint) épület, mely a minőségi késő gótikus építészet példája. Az 1490-ből származó kapuzat egy Juraj Dalmatinac köréből való kőfaragó munkája. A palota belsejében egy kis, négyzet alaprajzú udvar maradt fenn, amelyet tornác és a galériát tartó oszlopok vesznek körül.
- Dominis-palota
- Tudorini-palota

### Egyéb látnivalók
- Komrčar Park – Belia erdőműves emlékművével
- Dorka Park – Szent Marin, San Marino megalapítójának emlékművével
- a városfal
- Szent Kristóf tér – a Draga-kúttal
- a város számos galériája

## Kultúra
A városban három nagyobb kulturális program van:
- Rabi Zenei Esték - június és júliusban rendezik, klasszikus koncerteket tartanak
- Nyári kiállítások a hercegi udvarban
- Fjera - július 25-27. között, középkori lovagi torna

## További információk

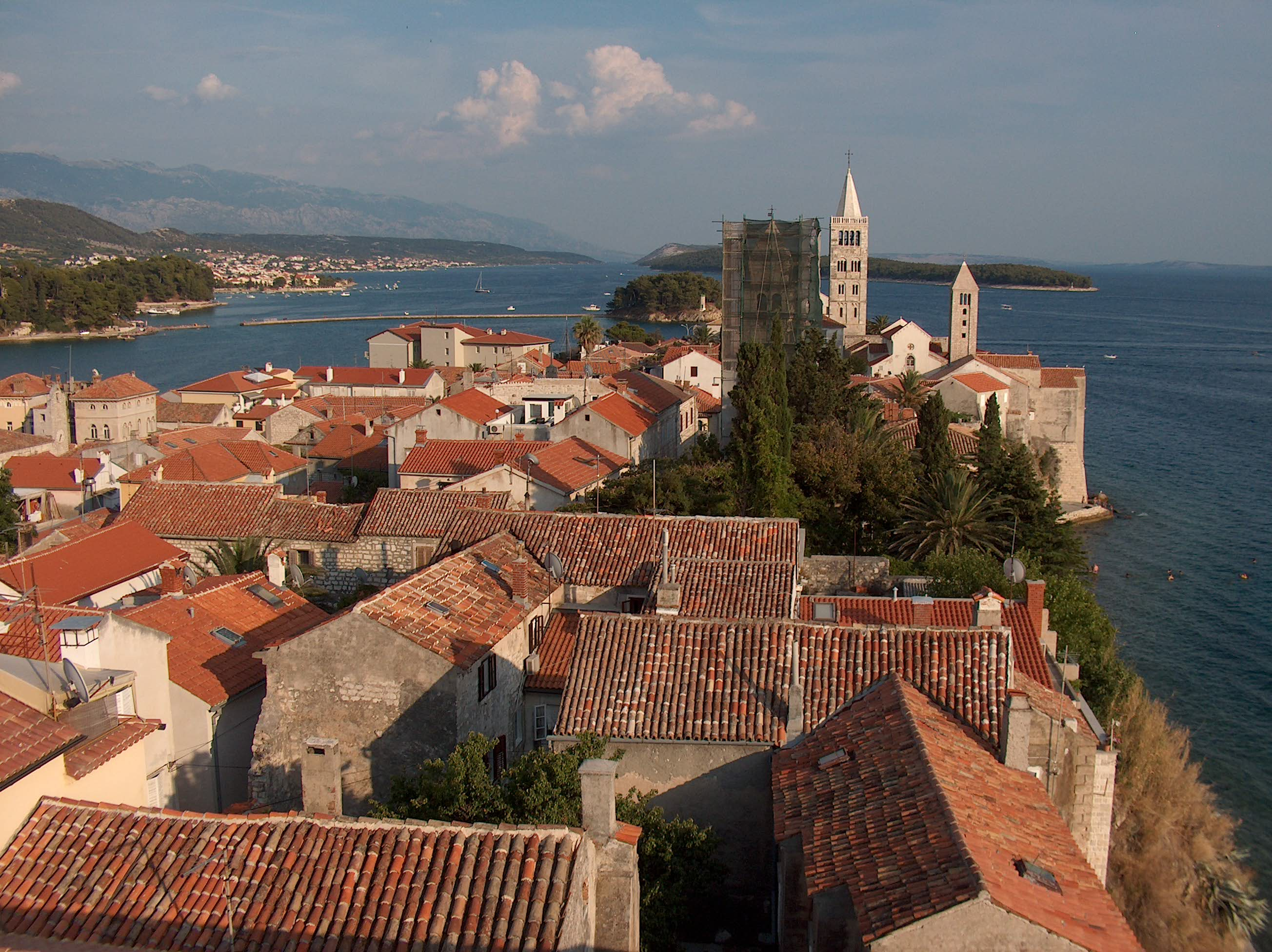
Rab óvárosa a Szent Iván templom harangtornyából
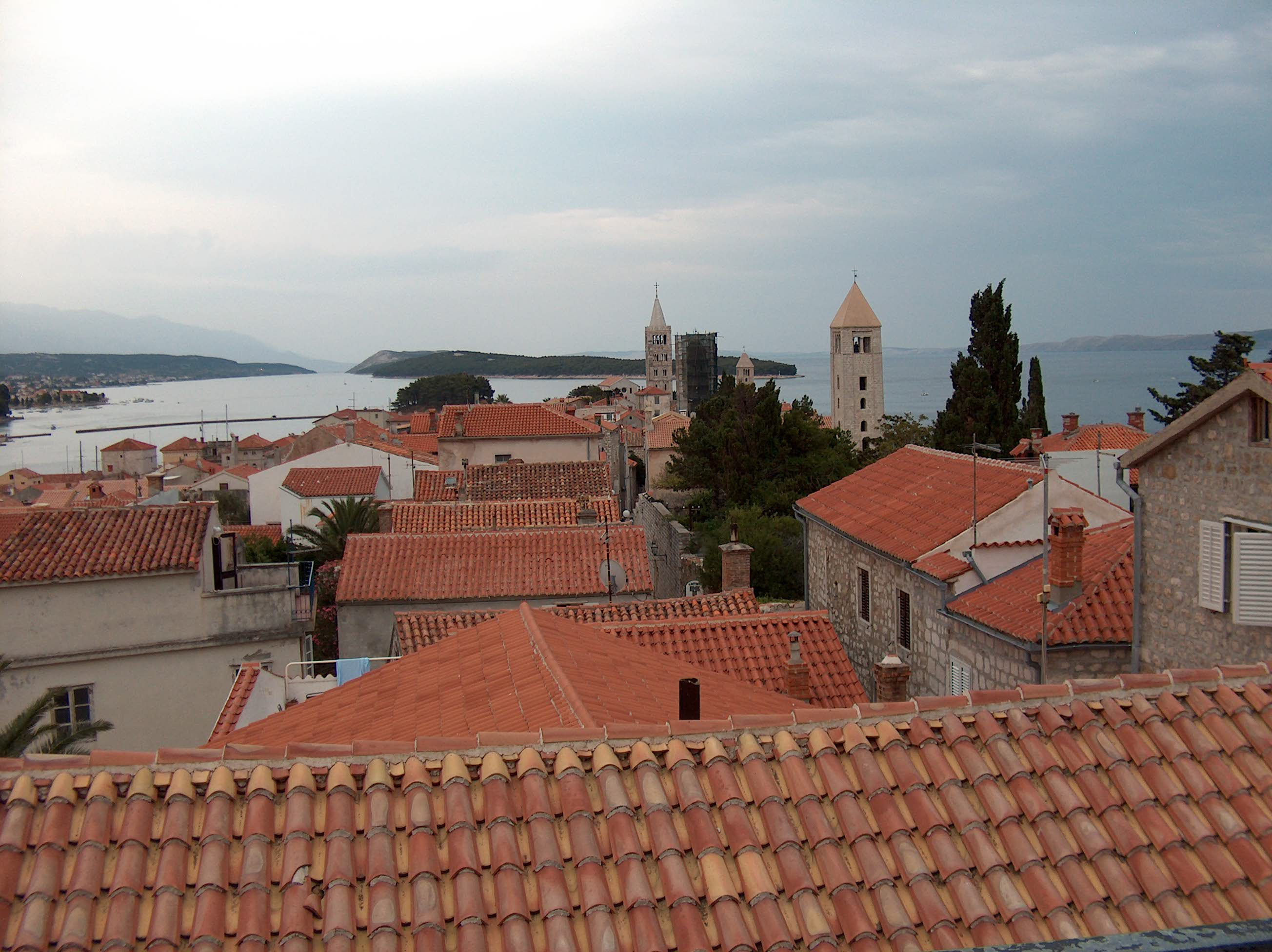
Rab óvárosa
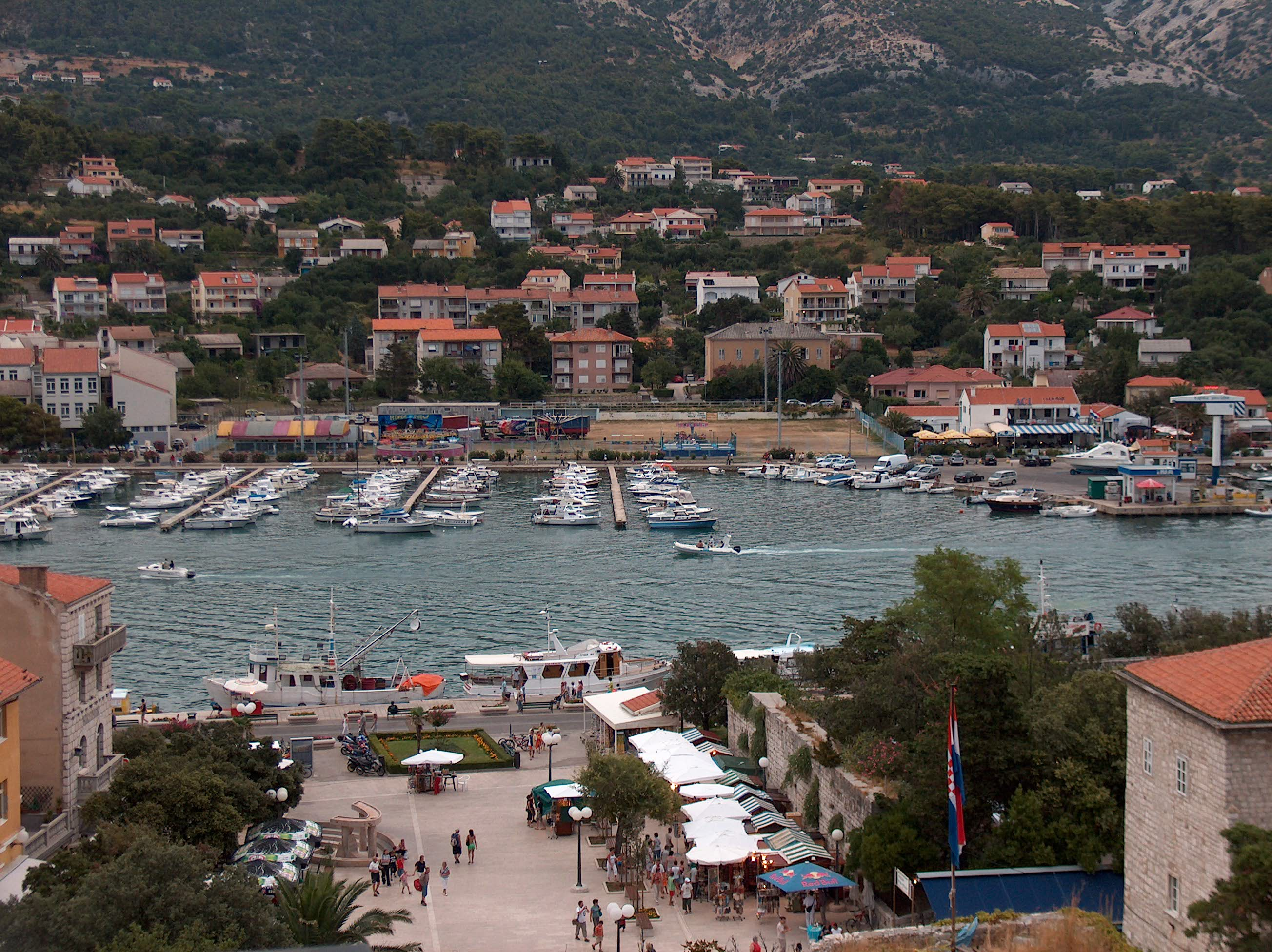
Rab város kikötője

## Sport
- NK Rab labdarúgóklub
- KK Rab kézilabdaklub
- RK Rab kézilabdaklub
- Arba vízilabdaklub